# Hannfried Lucke
Hannfried Lucke (* 1964 in Freiburg im Breisgau) ist ein deutscher Organist und Hochschullehrer.

## Leben
Lucke wurde an der Hochschule für Musik Freiburg, der Universität Mozarteum und am Conservatoire de musique de Genève ausgebildet. Er gastierte in den meisten Ländern Europas, in den USA, Kanada, Japan, Hongkong und Australien.
1997 wurde er Professor an der Universität für Musik und darstellende Kunst Graz, 2000 wurde er auf den Lehrstuhl für Orgel der Universität Mozarteum berufen. Von 2016 bis 2017 lehrte er zusätzlich im Rahmen einer Vertretungsprofessur an der Hochschule für Musik Freiburg. 
Lucke ist Jurymitglied internationaler Orgelwettbewerbe, Mitglied des Kuratoriums der Stiftung Mozarteum Salzburg und seit 2018 Vizerektor für Kunst an der Universität Mozarteum.

## Diskografie (Auswahl)
- Michel Corrette: Konzerte für Orgel und Orchester, op. 26 Nr. 1-6 (Coviello; 2022)
- Josef Gabriel Rheinberger: Kammermusik mit Orgel (Carus; 2007)
- Maurice Duruflé: Requiem, op. 9 & Suite, op. 5 (Thorofon; 1996)
- Johann Sebastian Bach: Orgelwerke (Mitra digital; 1993)